# Endochironomus ampliceps
Endochironomus ampliceps är en tvåvingeart som beskrevs av Sushill K. Dutta 1994. Endochironomus ampliceps ingår i släktet Endochironomus och familjen fjädermyggor.
Artens utbredningsområde är West Bengal (Indien). Inga underarter finns listade i Catalogue of Life.